# Creagrutus pila
Creagrutus pila és una espècie de peix de la família dels caràcids i de l'ordre dels caraciformes.

## Morfologia
- Els mascles poden assolir 7,1 cm de llargària total.[4]

## Hàbitat
Viu en zones de clima tropical.

## Distribució geogràfica
Es troba a Sud-amèrica: afluents del riu Aguaytia (afluent de la riba esquerra del riu Ucayali).